# حسین‌آباد (خدابنده)
حسین‌آباد (خدابنده)، روستایی از توابع بخش محمود آباد شهرستان خدابنده در استان زنجان ایران است.فاصله این روستا از مرکز شهرقیدار ۲۸ کیلومتر است.

## جمعیت
این روستا در دهستان خرارود قرار دارد و براساس سرشماری مرکز آمار ایران در سال ۱۳۸۵، جمعیت آن ۴۵۲ نفر (۹۶خانوار) بوده‌است.